# باشگاه فوتبال زنان تام اصفهان
باشگاه فوتبال تام اصفهان، یک تیم ایرانی فوتبال است که درحال حاضر در فصل ۰۴-۱۴۰۳ در لیگ کوثر به رقابت می‌پردازد. پیشتر تام توانسته بود از لیگ یک به لیگ برتر صعود کند.
پس از قهرمانی این تیم در لیگ دسته یک بانوان کشور، شایعاتی مبنی بر فروش امتیاز این تیم پخش شده بود. با این حال، مسئولین باشگاه و سرمربی وقت، این خبر را تکذیب کردند. پیشتر اخباری مبنی بر فروش امتیاز حضور این تیم به استقلال یا پرسپولیس مطرح شده بود. با انحلال تیم زنان ذوب‌آهن، تام اکنون سومین تیم اصفهانی حاضر در لیگ برتر است.
در حال حاضر الهه سامانیان مدیر و فرزانه نصری سرمربی تیم بزرگسالان فوتبال زنان تام اصفهان هستند.

## فصل۰۴-۱۴۰۳

### بازیکنان کنونی
ترکیب تیم تام در نخستین حضورش در لیگ کوثر، در جدول زیر آورده شده است.
| شماره |       | نقش       | بازیکن         |
| ----- | ----- | --------- | -------------- |
| ۱۷    | ایران | مهاجم     | سمیه اسماعیلی  |
|       | ایران |           | مریم پاسبان    |
| ۲۲    | ایران | دروازه‌بان | الهام یحیایی   |
|       | ایران |           | روژین حیدری    |
|       | ایران |           | ساناز حیدری    |
|       | ایران |           | ریحانه خادمی   |
| ۱     | ایران | دروازه‌بان | مهناز رضازاده  |
| ۱۹    | ایران |           | آیسان رضایی    |
| ۷     | ایران | کاپیتان   | سحر رمضانی     |
| ۷۷    | ایران |           | نجمه رینانی    |
| ۹     | ایران |           | سلاله شاطری    |
| ۱۰    | ایران |           | سارا ظهرابی‌نیا |

| شماره |       | نقش        | بازیکن          |
| ----- | ----- | ---------- | --------------- |
| ۶     | ایران |            | الهه عباسی      |
| ۴     | ایران |            | هلاله عبدالهی   |
| ۸     | ایران |            | هانیه علیمردانی |
| ۱۱    | ایران | مدافع راست | مرضیه فیضی      |
| ۲۶    | ایران | مدافع      | هادیه کر        |
| ۵     | ایران |            | ریحانه کردی     |
|       | ایران |            | فریماه کیانی    |
|       | ایران |            | دیانا محمدحسینی |
| ۶۷    | ایران |            | خدیجه محمدی     |
| ۳     | ایران |            | سمیرا محمودپور  |
| ۲۱    | ایران |            | زهرا مسعودی     |
|       | ایران |            | نرگس زهری       |
|       | ایران |            | نسترن محمدخانی  |

پیش از آغاز فصل و در ۱۶ شهریورماه ۱۴۰۳، باشگاه اقدام به جذب چند بازیکن جدید کرد. سمیرا محمودپور، هلاله عبدالهی، زهرا مسعودی و الهه عباسی چهار بازیکنی بودند که در این دوران به جمه شاگردان نصری پیوستند. در ادامه تام با تمدید قرارداد چند بازیکن از جمله مهناز رضازاده، زینب شاطری، ساناز حیدری و خدیجه محمدی توانست شاکله تیم فصل پیش را حفظ کند.

### نتایج
برد       مساوی       باخت       بازی‌ها
| جمعه ۲۷ مهر ۱۴۰۳ لیگ برتر-هفته ۱ | طلایی‌طاران البرز | ۱-۰   | تام اصفهان        | کرج، البرز                                |
| ۱۱:۰۰ DST (UTC+۳:۳۰)             |                  | گزارش | ۳۰' سمیه اسماعیلی | ورزشگاه: ورزشگاه انقلاب داور: مائده جعفری |

| جمعه ۴ آبان ۱۴۰۳ لیگ برتر-هفته ۲ | تام اصفهان | ۵-۰   | خاتون بم                                        | اصفهان             |
| ۱۵:۰۰ DST (UTC+۳:۳۰)             |            | گزارش | ۱۹' ۳۶'دیدار · ۲۲' ۸۹' حمودی · ۷۹' طاهره پیروزی | داور: الهه سینکایی |

| جمعه ۱۱ آبان ۱۴۰۳ لیگ برتر-هفته ۳ | ایستا کردستان | ۱-۱   | تام اصفهان      | سنندج                                      |
| DST (UTC+۳:۳۰)                    | موری ۶۸'      | گزارش | ۴۵' ریحانه کردی | ورزشگاه: ورزشگاه استقلال داور: وجیهه رافتی |

| جمعه ۱۷ آبان ۱۴۰۳ لیگ برتر-هفته ۴ | تام اصفهان                  | ۰-۲   | نماینده بوشهر | اصفهان         |
| DST (UTC+۳:۳۰)                    | ظهرابی‌نیا · هانیه علیمردانی | گزارش |               | ورزشگاه: سیمان |

### جدول فصل ۰۴-۱۴۰۳
| رتبه | تیم              | بازی | برد | مساوی | باخت | گل زده | گل خورده | گل تفاضل | امتیاز |
| ---- | ---------------- | ---- | --- | ----- | ---- | ------ | -------- | -------- | ------ |
| ۱    | خاتون بم         | ۱۸   | ۱۷  | ۱     | ۰    | ۶۹     | ۶        | ۶۳+      | ۵۲     |
| ۲    | سپاهان اصفهان    | ۱۸   | ۱۵  | ۱     | ۲    | ۳۲     | ۵        | ۲۷+      | ۴۶     |
| ۳    | گل‌گهر سیرجان     | ۱۸   | ۱۰  | ۵     | ۳    | ۴۱     | ۱۳       | ۲۸+      | ۳۵     |
| ۴    | ایستا کردستان    | ۱۸   | ۹   | ۵     | ۴    | ۴۵     | ۲۳       | ۲۲+      | ۳۲     |
| ۵    | ملوان بندرانزلی  | ۱۸   | ۷   | ۲     | ۹    | ۱۹     | ۲۶       | ۷−       | ۲۳     |
| ۶    | طلایی‌طاران البرز | ۱۸   | ۷   | ۲     | ۹    | ۲۲     | ۳۰       | ۸−       | ۲۳     |
| ۷    | تام اصفهان       | ۱۸   | ۶   | ۴     | ۸    | ۲۱     | ۳۳       | ۱۲−      | ۲۲     |
| ۸    | پالایش‌گاز ایلام  | ۱۸   | ۳   | ۵     | ۱۰   | ۱۳     | ۳۰       | ۱۷−      | ۱۴     |
| ۹    | آوا تهران        | ۱۸   | ۳   | ۱     | ۱۴   | ۱۱     | ۳۹       | ۲۸−      | ۱۰     |
| ۱۰   | ستارگان تنگستان  | ۱۸   | ۰   | ۰     | ۱۸   | ۳      | ۷۱       | ۶۸−      | ۰      |

#### گلزنان در فصل ۰۴-۱۴۰۳
۲ گل  در ۳ مسابقه به ثمر رسیده است که به‌طور میانگین برابر است با ۰٫۶۶۷ گل به ازای هر مسابقه (تا تاریخ ۸ آبان ۱۴۰۳).
۱ گل
- سمیه اسماعیلی
- ریحانه کردی

#### نقل و انتقالات در نیم‌فصل ۰۴-۱۴۰۳
| تیم پیشین  | بازیکن        | تیم جدید         |
| ---------- | ------------- | ---------------- |
| تام اصفهان | هلاله عبدالهی | پالایش گاز ایلام |